# Touching You, Touching Me
Touching You, Touching Me es el quinto álbum de estudio del cantautor estadounidense Neil Diamond, 14 de noviembre de 1969. El disco alcanzó la posición No. 30 en la lista Billboard y fue certificado como disco de oro.

## Lista de canciones
| Lado A |                                                 |          |  |
| N.º    | Título                                          | Duración |  |
| 1.     | «Everybody's Talkin'»                           | 2:46     |  |
| 2.     | «Mr. Bojangles»                                 | 4:53     |  |
| 3.     | «Smokey Lady»                                   | 2:40     |  |
| 4.     | «Holly Holy»                                    | 4:40     |  |
| 5.     | «Sweet Caroline» (Solo en la versión británica) | 3:30     |  |

| Lado B |                                 |          |  |
| N.º    | Título                          | Duración |  |
| 1.     | «Both Sides Now»                | 3:30     |  |
| 2.     | «And the Singer Sings His Song» | 3:37     |  |
| 3.     | «Ain't No Way»                  | 2:41     |  |
| 4.     | «New York Boy»                  | 2:38     |  |
| 5.     | «Until It's Time for You to Go» | 3:29     |  |